# مفاعل تطبيق النيوترون المتقدم عالي التدفق
مفاعل تطبيق النيوترون المتقدم عالي التدفق أو مفاعل هانارو وهو مفاعل أبحاث متعدد الأغراض بقدرة 30 ميغاواط ويقع في دايجون بجمهورية كوريا.
تم تصميمه من قبل معهد أبحاث الطاقة الذرية الكوري (KAERI) كمرفق للبحث والتطوير في علم النيوترون وتطبيقاته. وقد لعب مفاعل هانارو دورا مهما كمنشأة وطنية في مجال العلوم النيوترونية وإنتاج النظائر المشعة الرئيسية واختبار المواد لتطبيق مفاعل الطاقة وتطهير تحويل النيوترون وتحليل التنشيط النيوتروني والتصوير الإشعاعي النيوتروني.